# Prasinocyma phaeostigma
Prasinocyma phaeostigma là một loài bướm đêm trong họ Geometridae.